# Орехово (сельское поселение Итомля)
Орехово — деревня в Ржевском районе Тверской области, входит в состав сельского поселения «Итомля».

## География
Деревня находится на правом берегу Волги в 33 км на запад от центра сельского поселения деревни Итомля и в 67 км на северо-запад от города Ржева.

## История
В 1771 году на Дмитровском погосте близ деревни была построена каменная Спасская церковь с 2 престолами.
В конце XIX — начале XX века деревня Орехово вместе с Дмитровским погостом входили в состав Жуковской волости Ржевского уезда Тверской губернии.
С 1929 года деревня входила в состав Ново-Алексеевского сельсовета Молодотудского района Ржевского округа Московской области, с 1935 года — в составе Калининской области, с 1958 года — в составе Ржевского района, с 1994 года — в составе Трубинского сельского округа, с 2005 года — в составе сельского поселения «Шолохово», с 2013 года — в составе сельского поселения «Итомля».

## Население
| 1859 | 1883 | 2002 | 2008 | 2010 |
| ---- | ---- | ---- | ---- | ---- |
| 83   | ↗105 | ↘15  | ↘8   | →8   |

## Достопримечательности
В деревне расположена недействующая Церковь Спаса Нерукотворного Образа (1771).